# Andrzej Banaszczak
Andrzej Banaszczak (ur. 5 października 1976) – polski hokeista, reprezentant Polski. Trener i działacz hokejowy.

## Kariera
- Polonia Bytom (1997–2002)
- Zagłębie Sosnowiec (2002–2003)
- Polonia Bytom (2003–2005, 2006–2008)
- Zagłębie Sosnowiec (2008–2012)
- Polonia Bytom (2012–2015)

Absolwent NLO SMS PZHL Sosnowiec z 1995 (historycznie pierwszy rocznik). W 2005 przerwał karierę i wyjechał tymczasowo do Włoch. Do 2012 zawodnik Zagłębia Sosnowiec. Od 2012 ponownie w Polonii Bytom, kapitan drużyny.
W 2006 był trenerem sekcji żeńskiej Polonii Bytom w hokeju na lodzie.
Równolegle z karierą hokejową zawodowo został pracownikiem straży miejskiej.
W marcu 2015, po ostatnim sezonie zawodniczym na lodzie, został prezesem TMH Polonia Bytom.
Został także zawodnikiem hokeja na rolkach, w czerwcu 2016 został powołany do kadry Polski na turniej mistrzostw świata.

## Sukcesy
Klubowe
- Brązowy medal mistrzostw Polski: 2001 z Polonią Bytom
- Złoty medal I ligi: 2000, 2007, 2013 z Polonią Bytom